# Edward Henry Gerald Shepherd
Edward Henry Gerald Shepherd (ur. 20 listopada 1886 w Torquay, zm. 11 listopada 1967 w Richmond Hill, York, Ontario) – brytyjski urzędnik konsularny i dyplomata.

## Życiorys
Ukończył King’s College School oraz King’s College w Londynie. W służbie konsularnej od 1913. Konsul generalny w Monrovii (1921–1923), konsul na Fernando Po (1922–), konsul w Hawrze (1924–), konsul w Nowym Jorku (1929–1932), konsul generalny w Gdańsku (1938–1939), konsul generalny w Amsterdamie (1939–1940), poseł w Rejkjawiku (1943–1947).
W trakcie pełnienia funkcji w Gdańsku wniósł swój wkład w ratowanie Żydów.
Odznaczony Orderem św. Michała i św. Jerzego CMG w 1939.